# Lagoas dos Patos (tiểu vùng)
Lagoas dos Patos là một tiểu vùng thuộc bang Rio Grande do Sul, Brasil. Tiều vùng này có diện tích 10050 km², dân số năm 2007 là 0 người.